# 藤沢酒販協同組合
藤沢酒販協同組合（ふじさわしゅはんきょうどうくみあい）は神奈川県茅ヶ崎市にある協同組合。

## 概要
藤沢市・茅ヶ崎市・寒川町の酒類小売販売業者によって構成される。全国酒販協同組合連合会、神奈川県酒販協同組合連合会に所属する。

## 沿革
- 1958年（昭和33年） - 藤沢酒類商業協同組合を設立。
- 1972年（昭和47年） - 藤沢酒類商業協同組合を廃止し藤沢酒販協同組合を設立。

## 地域内の関連酒造企業
- 熊澤酒造 - 地域内唯一の日本酒酒造企業。
- メルシャン藤沢工場 - ワインの出荷量が日本一[注釈 1]。